# 陳春明 (1925年)
陳春明（1925年9月30日—2018年5月15日），女，江西石城人，生于北京，中国營養學家、預防醫學家，從事營養學研究工作，曾參與領導全國營養調查，領導制訂了中國第一批食品衛生標準。曾任中國醫學科學院衛生研究所所長、衛生部防疫司司長、中國預防醫學中心主任，中國預防醫學科學院首任院長，中國營養學會名譽理事長。

## 生平
陈春明是江西省赣州市石城县人。1947年畢業於國立中央大學农学院農業化學系。